# Мираж (фильм, 1983)
«Мира́ж» (латыш. Mirāža) — советский трёхсерийный телефильм, детективная драма по мотивам романа Джеймса Х. Чейза «Весь мир в кармане» (1959). Снят в 1983 году на Рижской киностудии по заказу Государственного комитета СССР по телевидению и радиовещанию режиссёром Алоизом Бренчем. В отличие от романа, имеет яркую социальную подоплёку.

## Сюжет
У девушки Джинни Гордон отец кончает с собой. Задолго до смерти он застраховал свою жизнь, но наследники самоубийц по такому договору ничего не получают.
В отчаянии, в поисках денег, Джинни решает ограбить инкассаторский автомобиль с тремя миллионами долларов в сейфе. Она выходит на профессионального преступника Фрэнка Моргана, недавно вышедшего из тюрьмы. Он соглашается стать реализатором плана и руководителем. Фрэнк находит своего давнего друга Эдварда «Эдда» Блэка — бывшего солдата, воевавшего во Вьетнаме, который соглашается помочь в качестве стрелка и пилота; своего друга Джузеппе «Джипо» Мандини, автомеханика-итальянца, которого запугала мафия, — помочь со вскрытием сейфа; бывшего боксёра и инкассатора Эла Китсона быть в качестве водителя.
Все четверо собираются у Джипо в гараже и Фрэнк посвящает их в план. Эдд и Фрэнк — за, Китсон и Джипо — против. Приходит Джинни, и, влюбившись в неё, Эл соглашается, а Джипо надеется на чудо. В качестве прикрытия решают использовать трейлер, в который они спрячут броневик, а Китсон и Джинни представятся молодожёнами. Чтобы приобрести трейлер, требуется не менее 5000 долларов; Джинни, Фрэнк, Эдд и Китсон грабят ночное кафе в соседнем городке. Спустя две недели команда заканчивает подготовку. Наконец начинается момент истины: Джинни в образе роскошной красотки на спортивном автомобиле должна обогнать броневик и привлечь внимание инкассаторов, затем при помощи Фрэнка и Эдда нужно сымитировать аварию, а Джипо с Китсоном перекроют дорогу, чтобы никто не помешал инкассаторам оказаться на «месте аварии» и увидеть горящую машину, и лежащую на дороге красавицу в луже крови — это, по логике преступников, должно сподвигнуть инкассаторов вопреки всем инструкциям остановиться и открыть дверь броневика. Сначала всё идёт по плану, инкассаторы останавливают машину и один из них выходит, чтобы оказать помощь пострадавшей… Но внезапно Блэк делает неточный и чересчур преждевременный выстрел из винтовки, который не убивает, а только ранит водителя броневика, успевающего заблокировать двери машины и сейфа. В перестрелке Фрэнк убивает вышедшего из машины охранника, но и сам получает ранение в плечо. Тем не менее далее грабители действуют по плану: броневик с забаррикадировавшимся внутри водителем они загоняют в трейлер и едут в автокемпинг. По дороге Джипо, Фрэнк и Блэк обнаруживают в броневике включённый радиомаяк. Однако Джипо блокирует его, отключив от автомобильного аккумулятора броневика. При попытке открыть дверь кабины с водительской стороны, раненый водитель, притворившийся мёртвым, убивает Фрэнка, хотя и сам погибает от ответной пули.
В кемпинге Китсон и Блэк хоронят убитых Фрэнка и охранника. Тем временем полиция арестовывает друга убитого преступниками водителя бронемашины Томпсона — Джона Стоукера, который уже два года находится без работы, участвует в демонстрациях и собирает средства для жертв сальвадорской хунты. Полиция уверена, что он и Томпсон — члены банды. В свою очередь штаб округа объявил о вознаграждении в размере 15 000 долларов тому, кто поможет найти броневик. За три дня, в течение которых преступники жили в кемпинге, сын одного из постояльцев всячески исследует трейлер снаружи, после чего приходит к выводу, что в нём находится бронемашина, и сообщает об этом отцу, но тот ему не верит. Желая получить вознаграждение, подросток пишет письмо в полицию. Через какое-то время СМИ сообщают, что Стоукер, находясь под арестом, совершает самоубийство. Герои же решают бежать в горы. В это время в кемпинг к Фредди Брэдфорду-младшему (мальчику, отославшему письмо в полицию) приезжают шериф Купер и офицер Делони. Мальчик рассказывает о своих подозрениях и полиция приступает к поиску трейлера. В горах Джипо решает сбежать, но Китсон и Блэк бросаются за ним в погоню. Сев на камень, Джипо оказывается рядом с ядовитой змеёй, от укуса которой погибает.
Вернувшись к трейлеру, Блэк собирается вскрыть сейф автогеном. Китсон, решивший выйти из дела и уехать вместе с Джинни, вступает с ним в драку. Внезапно появляется вертолёт, с которого докладывают о местонахождении трейлера полиции и военным. Преступники решают пересечь мексиканскую границу за горами. Во время перестрелки с полицией погибает Блэк: ветеран Вьетнама даёт свой последний бой, обречённый на поражение. Эл и Джинни с трудом взбираются на вершину скалы. Там Джинни раскаивается в содеянном и просит прощения у всех, кому она причинила боль и смерть. Двое решают не сдаваться полиции. Взявшись за руки, они прыгают вниз с вершины и разбиваются насмерть.
В новостях сообщают о том, как была ликвидирована группа преступников, похитивших броневик. Джон Стоукер якобы являлся предводителем банды и позже он покончил с собой в камере. В кемпинге банда избавилась от двух, якобы нежелательных свидетелей — от водителя Томпсона, которого также представляют членом банды, и профессионального преступника Франклина Моргана, решившего выдать их полиции. После расправы банда отправилась в горы, чтобы перейти границу, где была обнаружена капитаном службы безопасности Делани и шерифом Купером. В горах участники банды якобы избавились от второго свидетеля Джузеппе Мандини. Оставшиеся члены банды Эдвард Блэк, Александр Китсон и единственная женщина в банде Джинни Гордон бросили сейф, пытались бежать, но были обезврежены. Нашедшие бронемашину шериф с комиссаром получили награду от штаба военного округа.

## В ролях
- Мирдза Мартинсоне — Джинни Гордон (дублирует Ирина Губанова)
- Мартиньш Вилсонс — Александр Китсон («Эл») (дублирует Алексей Панькин)
- Регимантас Адомайтис — Фрэнк Морган (дублирует Феликс Яворский)
- Интс Буранс — Эдвард Блэк («Эдд») (дублирует Борис Быстров)
- Борис Иванов — Джипо (Джузеппе Мандини)
- Андрис Берзиньш — Майкл Бирксон, инспектор охранной службы
- Янис Клуш — Томпсон, водитель бронированной машины
- Паул Буткевич — Брэдфорд
- И. Круминьш — Брэдфорд-младший (дублирует Александра Назарова)
- Мартыньш Вердыньш — комиссар Делани
- Вилнис Бекерис — шериф Купер (дублирует Алексей Сафонов)

## Съёмочная группа
- автор сценария — Алвис Лапиньш
- режиссёр-постановщик — Алоиз Бренч
- оператор-постановщик — Янис Мурниекс
- художник-постановщик — Виктор Шильдкнехт
- композитор — Иварс Вигнерс

## Съёмки
Существенная часть натуры фильма снималась в Крыму. Американский мотель из фильма «Мираж» снимался в мотеле «Поляна сказок». Угон броневика снимали на старой дороге Ялта-Севастополь над посёлком Кастрополь. Съёмки проходили в том числе и в таком живописном месте как Белая скала (Ак-Кая). Съёмки на пляже проходили недалеко от Аю-Дага.